# ویسیم
ویسیم (VISSIM) نرم‌افزار شبیه‌سازی ترافیک است که توسط شرکت «PTV Planung Transport Verkehr AG» واقع در کارلسروهه آلمان طراحی شده‌است و در مطالعات مهندسی ترافیک مورد استفاده قرار می‌گیرد. این نرم‌افزار در سال ۱۹۹۲ به بازار عرضه شده‌است و یکی از مطرح‌ترین نرم‌افزارها در این زمینه در سطح جهان است.